# Primus inter pares
Prīmus inter parēs (česky „první mezi rovnými“) je latinské označení pro representanta nebo vůdčí osobnost takové skupiny, kde jsou si všichni členové rovni. Svou pozici získává díky přirozené autoritě, případně jiné význačné vlastnosti. Lépe „princeps inter pares“, od toho odvozen „principát“, tj. raná forma císařství.

## Charakteristika
Termín Prīmus inter parēs byl poprvé zaveden římským císařem Octavianem Augustem, aby popsal svou pozici ve státní struktuře. Chtěl tento termín použít pro zdůraznění své podřízenosti vůči republikánským institucím.

## Příklady
Příkladem je postavení předsedy vlády České republiky k ostatním členům kabinetu při hlasování tohoto kolektivního orgánu (váha hlasu všech členů je shodná).
V katolické církvi je například Kardinál-protojáhen primus inter pares mezi kardinály-jáhny.
Mezi pravoslavnými církvemi zaujímá postavení primus inter pares konstantinopolský ekumenický patriarcha.